# Conoco-Phillips Building
O Conoco-Phillips Building é um edifício de escritórios de 22 andares e 90 metros de altura (296 pés). Sua construção foi iniciada em 1981 e concluído em 1983 como ARCO Building, na 700 G Street no centro de Anchorage, Alasca e é o maior edifício de Anchorage e do estado do Alasca. Foi projetado pela Luckman Partnership de Los Angeles, em associação com os arquitetos locais Harold Wirum & Associates. É o edifício mais alto do estado, e com o Robert B. Atwood Building nas proximidades, define predominantemente o centro do horizonte da cidade.
O prédio atual é mais um complexo, composto pelo átrio, conectado a uma torre de escritórios menor. A torre principal abriga a sede corporativa regional da ConocoPhillips no Alasca, enquanto a torre menor consiste em filiais locais de grandes empresas, incluindo a New York Life Insurance Company e a KPMG. Há também uma filial da academia Alaska Club no prédio.
O átrio com iluminação natural é aberto ao público e possui uma pequena praça de alimentação, além de um bebedouro. Às vezes, eventos públicos são realizados, principalmente o leilão anual de arte local Wild Salmon on Parade no verão.